# Berner Fachhochschule, Departement Architektur, Holz und Bau
Das Departement Architektur, Holz und Bau der Berner Fachhochschule (BFH-AHB) mit Standorten in Biel/Bienne und Burgdorf ist eines der sieben Departemente der Berner Fachhochschule (BFH). Dem Departement ist die Höhere Fachschule Holz (ehemals Technikerschulen HF Holz Biel) angegliedert.
Das Ausbildungsangebot des Departements Architektur, Holz und Bau ist im Bereich Holz schweizweit einzigartig. Seit 2005 werden die Studierenden nach dem Bologna-System ausgebildet.

## Geschichte
1873 wurde in Biel/Bienne eine Institution als Vorläuferin des späteren Westschweizer Technikums eröffnet, die als "Uhrmacherschule" bekannt war und nur spezialisierte Kurse in der Uhrmacherkunst anbot. Am 1. Mai 1890 wurde das Westschweizer Technikum mit den Abteilungen Architektur, Elektrotechnik, Uhrenmacherschule, Kunstgewerbeschule und Mechanik gegründet. Unterrichtssprachen waren Deutsch und Französisch. Dieses Technikum wurde bis 1892 ausschliesslich von der Stadt Biel und ab diesem Zeitpunkt durch den Kanton Bern und die Stadt Biel gemeinsam finanziert. 1910 übernahm der Kanton Bern die Trägerschaft. 1892 wurde ebenfalls in Burgdorf ein kantonales Technikum gegründet. 1952 wurde eine separate Holzfachschule in Biel/Bienne gegründet. Im Jahre 1959 wurde in Bern das Abendtechnikum eröffnet, welches 1969 zur Höheren Technischen Lehranstalt (HTL) wurde und die Titel Techniker und Architekt HTL vergeben konnte. 1997 fusionierten die drei Schulen und wurden 2003 zum Departement Architektur, Holz und Bau der Berner Fachhochschule vereinigt. Im Zuge dieser Reform wurden die drei Architekturabteilungen der Städte Bern, Biel und Burgdorf trotz starkem Widerstand nach Burgdorf verlegt. 2021 ist der Masterstudiengang Architektur in das Stadtlabor im Volkshaus Biel gezogen.

## Studiengänge
Bachelor
- Bachelor of Arts in Architektur
- Bachelor of Science in Bauingenieurwesen
- Bachelor of Science in Holztechnik

Master
- Master of Arts in Architektur
- Master of Science in Engineering
- Master of Science in Wood Technology

## Bildungsangebot der Höheren Fachschule Holz Biel

### Höhere Fachschule Holz Biel
- Dipl. Techniker/-in HF Holztechnik, Vertiefung Holzbau
  - Vertiefung Holzbau
  - Vertiefung Schreinerei/Innenausbau
  - Vertiefung Holzindustrie/Handel
- Nachdiplomstudium HF Unternehmensführung

### Berufs- und höhere Fachprüfung
- Holzbau-Vorarbeiter/-in mit eidg. Fachausweis
- Holzbau-Polier/-in mit eidg. Fachausweis
- Holzbau-Meister/in mit eidg. Diplom (Nachdiplomstudium HF Unternehmensführung)
- Holzfachleute mit eidg. Fachausweis Fachrichtung Produktionsleiter/-in
- Holzfachleute mit eidg. Fachausweis Fachrichtung Holzkauffrau/Holzkaufmann

## Auszeichnungen
- Schweighofer Prize für Innovation im Bereich Holztechnologie, 2005: Auszeichnung für ein Forscherteam und ihr Projekt «Holzschweissen ohne Einsatz von Klebstoff»
- Finalistenpreis Descartes Prize for Research, 2005: Auszeichnung für ein Forscherteam und ihr Projekt «Tannin Adhesives»
- Prix Wakker, 2006: Auszeichnung für Studierende Bachelor Bau im Bereich der Verkehrsführung in der Altstadt von Delémont
- Burgdorfer Innopreis, 2008: Auszeichnung für die Studentin Bachelor Holz Katrin Hasler für das Projekt «Optimieren der Nutzung von Holzwerkstoffen»
- Credit Suisse Award for Best Teaching, 2010: Auszeichnung für den Architekturprofessor Jürg Grunder und sein Projekt «Transcultural Studies India in:ch»
- Schindler Award, 2011: Auszeichnung für Studierende Bachelor Architektur für ihr Projekt «Link it»
- Acknowledgement Prize des internationalen Holcim Awards, 2011: Auszeichnung für ein Forscherteam und ihr Projekt «Bauplatten aus landwirtschaftlichen Reststoffen entwickeln»
- Materialica Design and Technology Award, 2012: Gold-Award in der Kategorie Material für das Forschungsprojekt «Tannin bonded composite panels from recycled agricultural waste»
- Wettbewerb des Centre International de Recherche et d’Éducation Culturelle et Agricole zum Thema Veranstaltungspavillon, 2013: Auszeichnung für das Projekt «Ply Pavilion»

## Personen
- 1898–1938: Johann Friedrich Jungen (1873–1952), Zeichenlehrer[2]
- 1953–1993: Marc-André Houmard (1928–2014), Direktor der Holzfachschule Biel
- 2005–2017: Maurus Schifferli (* 1973), Dozent für Urbane Freiräume[3]
- 1991–1994: Andy Senn (* 1965), Student der Architektur
- Jonas Ulmer (* 1983), Student der Architektur
- 2016: Lorenz Kocher (* 1978), Gastdozent für Architektur
- 2006: Raphael Zuber (* 1973), Gastdozent für Architektur